# FILE ID.DIZ
FILE_ID.DIZ ist der Dateiname einer einfachen Textdatei, die mit dem darin beschriebenen Inhalt gemeinsam in einer ZIP-Datei auf Bulletin-Board-Systemen (kurz BBS) verbreitet wurde. Diese Beschreibung wurde auf jedem BBS übernommen, wodurch der Autor des eigentlichen Inhalts sowie die verschiedenen BBS sicherstellen konnten, dass die Beschreibung korrekt und immer gleich ist. Die Datei FILE_ID.DIZ wurde von Clark Development für das Programm PCBDescribe das erste Mal beschrieben und als De-facto-Standard übernommen. Die Dateinamenserweiterung .DIZ steht dabei für englisch Description In ZIP, was als „Beschreibung in einem ZIP-Archiv“ übersetzt werden kann.

## Funktion
Die Datei wurde verwendet, um die Beschreibung eines in einem ZIP-Archiv verbreiteten Inhaltes automatisiert extrahieren zu können. Meist handelte es sich dabei um kleine Shareware-Programme.
Um schlechte Beschreibungen wie „tolles Programm“ oder Wertungen des Uploaders wie „in Ordnung, aber…“ zu vermeiden, wurde dem jeweiligen Autor durch die ins ZIP-Archiv dazugepackte FILE_ID.DIZ ermöglicht, sein Programm selbst so gut als möglich zu beschreiben. Diese Beschreibung stammt somit vom Autor des Shareware-Programmes und nicht vom Uploader, sodass im Endeffekt auf jedem BBS dieselbe Beschreibung zur dargebotenen ZIP-Datei angezeigt wird und nicht jedes Mal unterschiedliche. Damit konnten die Nutzer bereits vor dem Download leichter abschätzen, ob es sich bei der angebotenen Shareware um den gesuchten Inhalt handelt.

## Dateiname
Die Datei darf keinen anderen Namen mit der Endung .DIZ annehmen, da explizit FILE_ID.DIZ von PCBDescribe verarbeitet wird. In Großbuchstaben wird der Dateiname meist deshalb geschrieben, weil zu Zeiten von MS-DOS und dem IBM-PC und kompatiblen Computern das Dateisystem englisch File Allocation Table (kurz FAT) nur Großbuchstaben speicherte; zudem bestand eine 8.3-Begrenzung. Diese Konvention wurde für das damals weit verbreitete ZIP-Archivierungprogramm PKZIP übernommen.
Später findet sich die Datei auch in Archiven anderer Komprimierformate, wie LHarc, ARJ, ACE und RAR.

## Inhalt
Die Datei ist eine einfache ASCII-Textdatei, die mit jedem Texteditor erstellt und bearbeitet werden kann. Da die Datei auf Bulletin-Board-Systemen (BBS) ursprünglich hauptsächlich für Shareware genutzt wurde, gibt es eine Regelung für Mitglieder der Association of Software Professionals, kurz ASP, für den Inhalt dieser Datei.
Danach ist der Inhalt auf 10 Zeilen mit je 45 Zeichen pro Zeile beschränkt. Das Limit ist dem BBS selbst geschuldet, das für die Beschreibung der Dateien ein Limit von 512 Bytes aufwies. Durch das 10×45-Limit bleibt gewährleistet, dass die Beschreibung in jedem Fall vollständig bleibt.
Die Zeilen sollen keine Leerzeichen enthalten (Formatierung wie Zentrieren u.d.gl.) und es sollen keine Leerzeilen vorhanden sein. Der Text darf nur aus Buchstaben und Zahlen bestehen, da nur diese innerhalb der ersten 128 Zeichen des ASCII-Standards (den ersten 7 Bits) international gleich sind. Die ASCII-Erweiterung in Form der verschiedenen Zeichensatztabellen (8-Bit), sogenannten englisch Codepages, ist ebenso zu meiden wie ANSI-Escapesequenzen (Steuerzeichen), da diese je nach Konfiguration unterschiedlich sein können und den Inhalt somit nicht mehr auf unterschiedlichen Systemen bzw. auf gleichen Systemen in unterschiedlichen Sprachen gleich und wie ursprünglich gedacht wiedergeben.
Folgender Inhalt wurde empfohlen:
- der Programmname, empfohlen in Großbuchstaben
- die Versionsnummer, mit einem kleinen vorangestellten „v“ in der Form „v12.34“
- die Identifikation als Mitglied der Association of Software Professionals,  falls vorhanden
- bei mehreren Disketten: eine kurze Beschreibung der Diskette, gefolgt von der Nummer in der Form „Disk 2 of 5“
- das Trennzeichen: ein Minus
- die Beschreibung

Das offizielle Beispiel (in englischer Sprache):
```
MY PROGRAM v1.23 <ASP> - A program which will
do anything for anybody. Will run in only 2k
of memory. Can be run from the command line,
or installed as a TSR. Completely menu-
driven. Version 1.23 reduces the previous 4k
memory requirements, and adds an enhanced
graphical user interface. Also, MY PROGRAM 
now contains Windows and DESQview support. 
Coming soon - an OS/2 version.
From Do-It-All Software, Inc. $15.00
```

Das Beispiel bei mehreren Disketten (in englischer Sprache):
```
MY PROGRAM v1.23 <ASP> Program Executable 
Files - Disk 1 of 2
(gefolgt von der Beschreibung)
```

Ab der zweiten Diskette kann die Beschreibung dann weggelassen werden:
```
MY PROGRAM v1.23 <ASP> Documentation Files - 
Disk 2 of 2
```